# 2010-es katalán körverseny
A 2010-es katalán kerékpáros körverseny (spanyolul: Volta a Catalunya) a 90. volt 1911 óta. 2010. március 22-én kezdődött a spanyol Lloret de Mar-ban és március 28-án ért véget Barcelonában. A verseny része a 2010-es UCI-világranglistának és a 2010-es UCI ProTour-nak is. 7 szakaszból állt. Az egyéni összetettet a spanyol Joaquim Rodríguez nyerte meg. Második helyen a szintén spanyol Xavier Tondó végzett, míg harmadik az észt Rein Taaramäe lett.

## Részt vevő csapatok
Mivel a katalán körverseny egy UCI ProTour verseny, az összes ProTour csapat automatikusan részt vett a versenyen. Szabadkártyát kapott még az Acqua & Sapone, az Androni Giocattoli, a BMC Racing Team, a Cervélo TestTeam, a Colnago-CSF Inox és az ISD-NERI.
ProTour csapatok:
 AG2R La Mondiale ·   Astana ·   Caisse d’Epargne ·   Euskaltel–Euskadi ·   Française des Jeux ·   Footon–Servetto–Fuji ·   Garmin–Transitions ·   Lampre–Farnese Vini ·   Liquigas–Doimo ·   Omega Pharma–Lotto ·   Quick Step ·   Rabobank ·   Team HTC–Columbia ·   Katyusa ·   Team Milram ·   Team Saxo Bank ·   Team Sky · 
Profi kontinentális csapatok:
 Andalucía-Cajasur ·   Cervélo TestTeam ·   Cofidis ·   Xacobeo-Galicia

## Szakaszok
2010-ben a verseny 7 szakaszból állt.
| Szakasz | Dátum       | Útvonal                            | Hossz    | Győztes          |
| ------- | ----------- | ---------------------------------- | -------- | ---------------- |
| 1.      | március 22. | Lloret de Mar, egyéni időfutam     | 3,6 km   | Paul Voss        |
| 2.      | március 23. | Salt - Banyoles                    | 182,6 km | Mark Cavendish   |
| 3.      | március 24. | La Vall d'En Bas - La Seu d'Urgell | 185,9 km | Xavier Tondó     |
| 4.      | március 25. | Oliana - Ascó                      | 209,7 km | Jens Voigt       |
| 5.      | március 26. | Ascó - Cabacés                     | 181,2 km | Davide Malacarne |
| 6.      | március 27. | El Vendrell - Barcelona            | 161,9 km | Samuel Dumoulin  |
| 7.      | március 28. | Circuit de Catalunya               | 117,8 km | Juan José Haedo  |

## Összetett táblázat
|    | Versenyző               | Csapat             | Idő                  |
| -- | ----------------------- | ------------------ | -------------------- |
| 1  | Joaquim Rodríguez (ESP) | Katyusa            | 25:16:03             |
| 2  | Xavier Tondó (ESP)      | Cervélo TestTeam   | 25:16:13 (+00:00:10) |
| 3  | Rein Taaramäe (EST)     | Cofidis            | 25:16:46 (+00:00:43) |
| 4  | Luis León Sánchez (ESP) | Caisse d’Epargne   | 25:16:48 (+00:00:45) |
| 5  | Nicolas Roche (IRL)     | AG2R La Mondiale   | 25:17:23 (+00:01:20) |
| 6  | Ryder Hesjedal (CAN)    | Garmin–Transitions | 25:17:23 (+00:01:20) |
| 7  | Michel Kreder (NED)     | Garmin–Transitions | 25:17:24 (+00:01:21) |
| 8  | Roman Kreuziger (CZE)   | Liquigas–Doimo     | 25:17:25 (+00:01:22) |
| 9  | Janez Brajkovič (SLO)   | Team RadioShack    | 25:17:28 (+00:01:25) |
| 10 | Rémy Di Gregorio (FRA)  | Française des Jeux | 25:17:29 (+00:01:26) |

## Összegzés
| Szakasz (győztes)             | Összetett verseny | Hegyi pontverseny         | Sprintverseny        | Csapatverseny   |
| ----------------------------- | ----------------- | ------------------------- | -------------------- | --------------- |
| 1. szakasz (Paul Voss)        | Paul Voss         | nem osztanak              | nem osztanak         | Team RadioShack |
| 2. szakasz (Mark Cavendish)   | Paul Voss         | Peter Stetina             | Jonathan Castroviejo | Team RadioShack |
| 3. szakasz (Xavier Tondó)     | Joaquim Rodríguez | David Gutiérrez Gutiérrez | Jonathan Castroviejo | Katyusa         |
| 4. szakasz (Jens Voigt)       | Joaquim Rodríguez | David Gutiérrez Gutiérrez | Jonathan Castroviejo | Katyusa         |
| 5. szakasz (Davide Malacarne) | Joaquim Rodríguez | David Gutiérrez Gutiérrez | Jonathan Castroviejo | Katyusa         |
| 6. szakasz (Samuel Dumoulin)  | Joaquim Rodríguez | David Gutiérrez Gutiérrez | Jonathan Castroviejo | Katyusa         |
| 7. szakasz (Juan José Haedo)  | Joaquim Rodríguez | David Gutiérrez Gutiérrez | Jonathan Castroviejo | Katyusa         |
| Végeredmény                   | Joaquim Rodríguez | David Gutiérrez Gutiérrez | Jonathan Castroviejo | Katyusa         |

## Fordítás
Ez a szócikk részben vagy egészben  a(z)   2010 Volta a Catalunya című angol Wikipédia-szócikk ezen változatának fordításán alapul.  Az eredeti cikk szerkesztőit annak laptörténete sorolja fel. Ez a jelzés csupán a megfogalmazás eredetét és a szerzői jogokat jelzi, nem szolgál a cikkben szereplő információk forrásmegjelöléseként.